# Kézdimartonos
Kézdimartonos (románul Mărtănuș) falu Romániában Kovászna megyében.

## Fekvése
Kézdivásárhelytől 12 km-re keletre, a Nagyhegy alatti völgykatlanban fekszik.

## Története
A falu alsó végén a ma Kápolnaszernek nevezett helyen egy 1644-ben Mártonffy István által alapított kolostor állt. Nyoma nem maradt. Római katolikus temploma 1892 és 1895 között épült Szent Anna tiszteletére. Ortodox temploma 1796-ban épült. A falu kénes ásványvizeiről híres.
1910-ben 1097 lakosából 739 magyar és 387 román volt. A trianoni békeszerződésig Háromszék vármegye Kézdi járásához tartozott. 1992-ben 848 lakosából 471 magyar, 205 román, 172 cigány volt.